# Cluny
Cluny /klyˈni/ è un comune francese di 4 940 abitanti situato nel dipartimento della Saona e Loira nella regione della Borgogna-Franca Contea.
Cluny ospita la famosa abbazia che nel medioevo costituiva la capitale di 1400 monasteri sparsi in Francia, Italia, Spagna, Belgio, Gran Bretagna e Germania. La città diede i natali al pittore Édouard Sain (1830-1910).

## Monumenti e luoghi di interesse

### Architetture religiose
- Abbazia di Cluny
- Chiesa di Notre Dame
- Chiesa di San Marcel
- Palazzo Giovanni di Borbone. La costruzione che risale al XV secolo venne fatta erigere dall'abate Giovanni di Borbone.

## Siti cluniacensi vicino a Cluny
- Blanot
- Decanato di Mazille
- Cappella dei Monaci di Berze-La-Ville
- Le Doyenne de Saint-Hippolyte-Bonnay

### L'abbazia

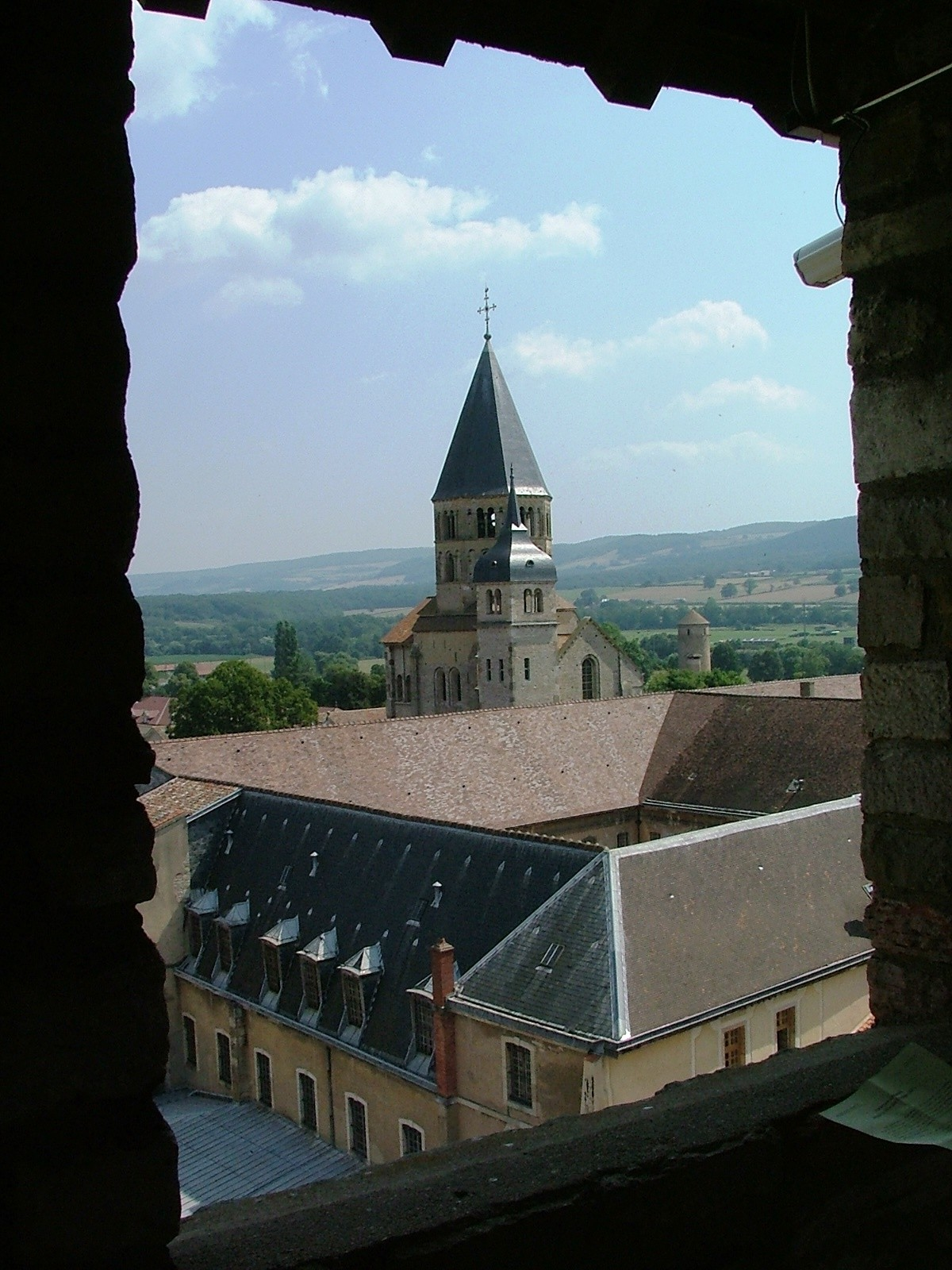
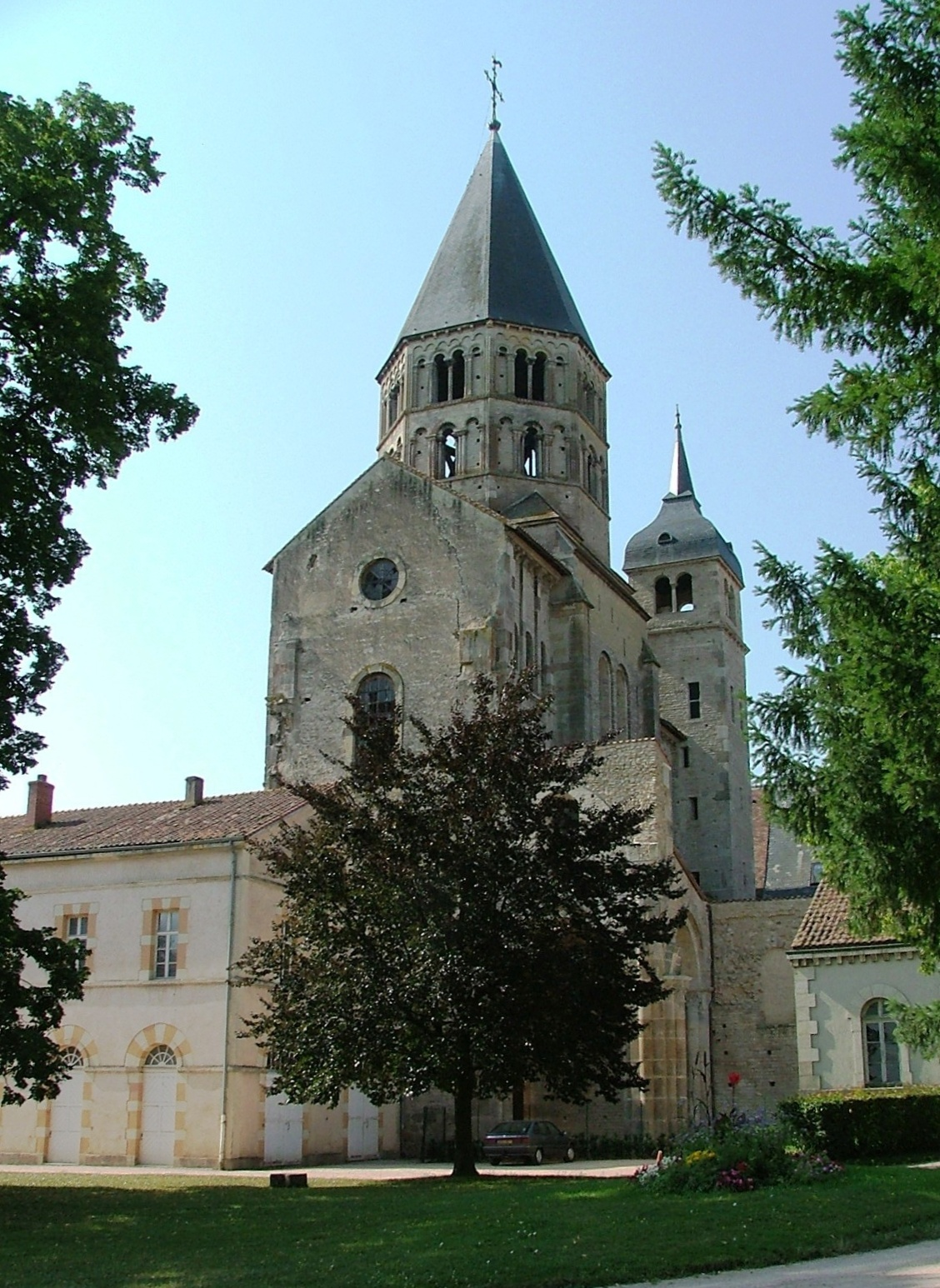
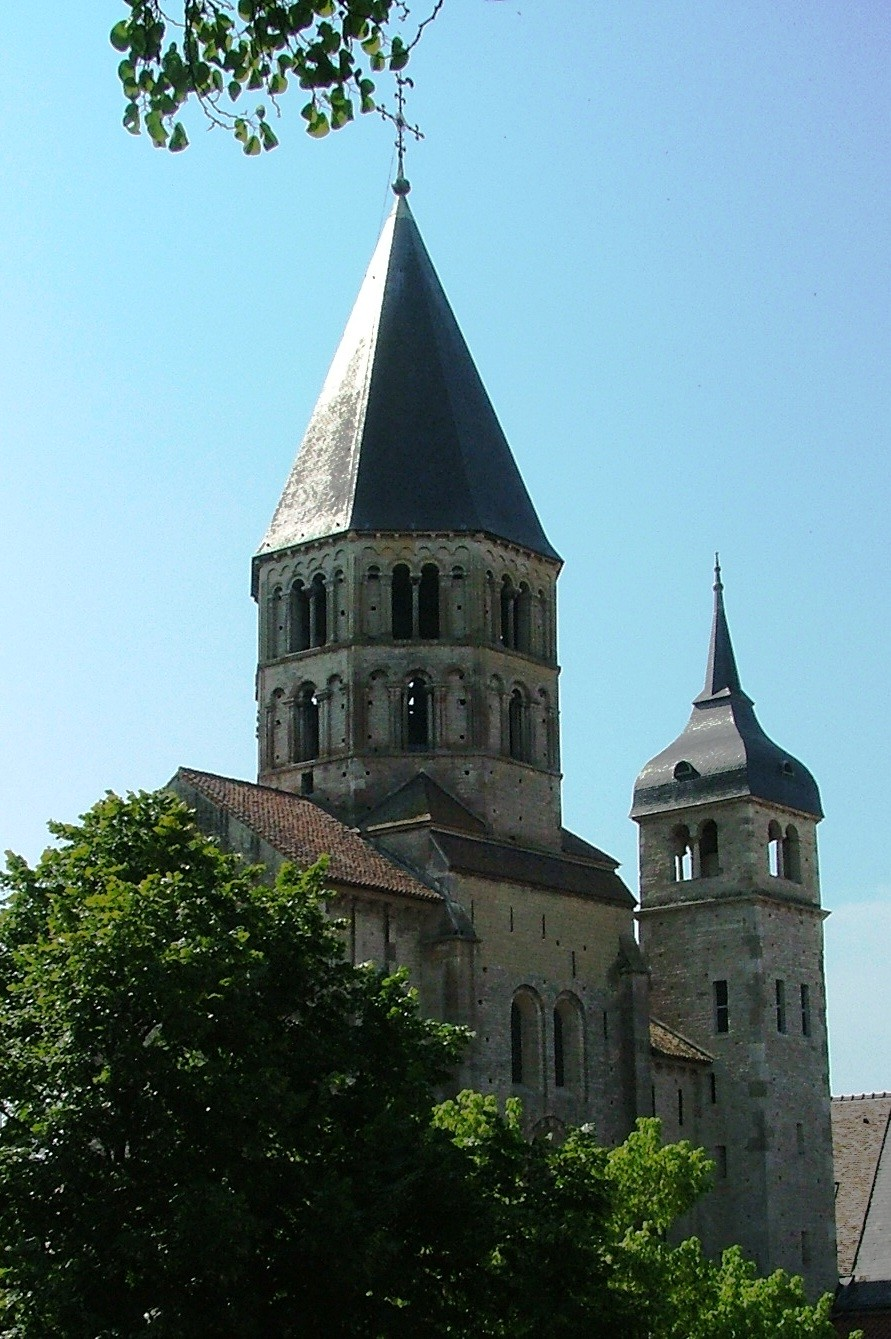
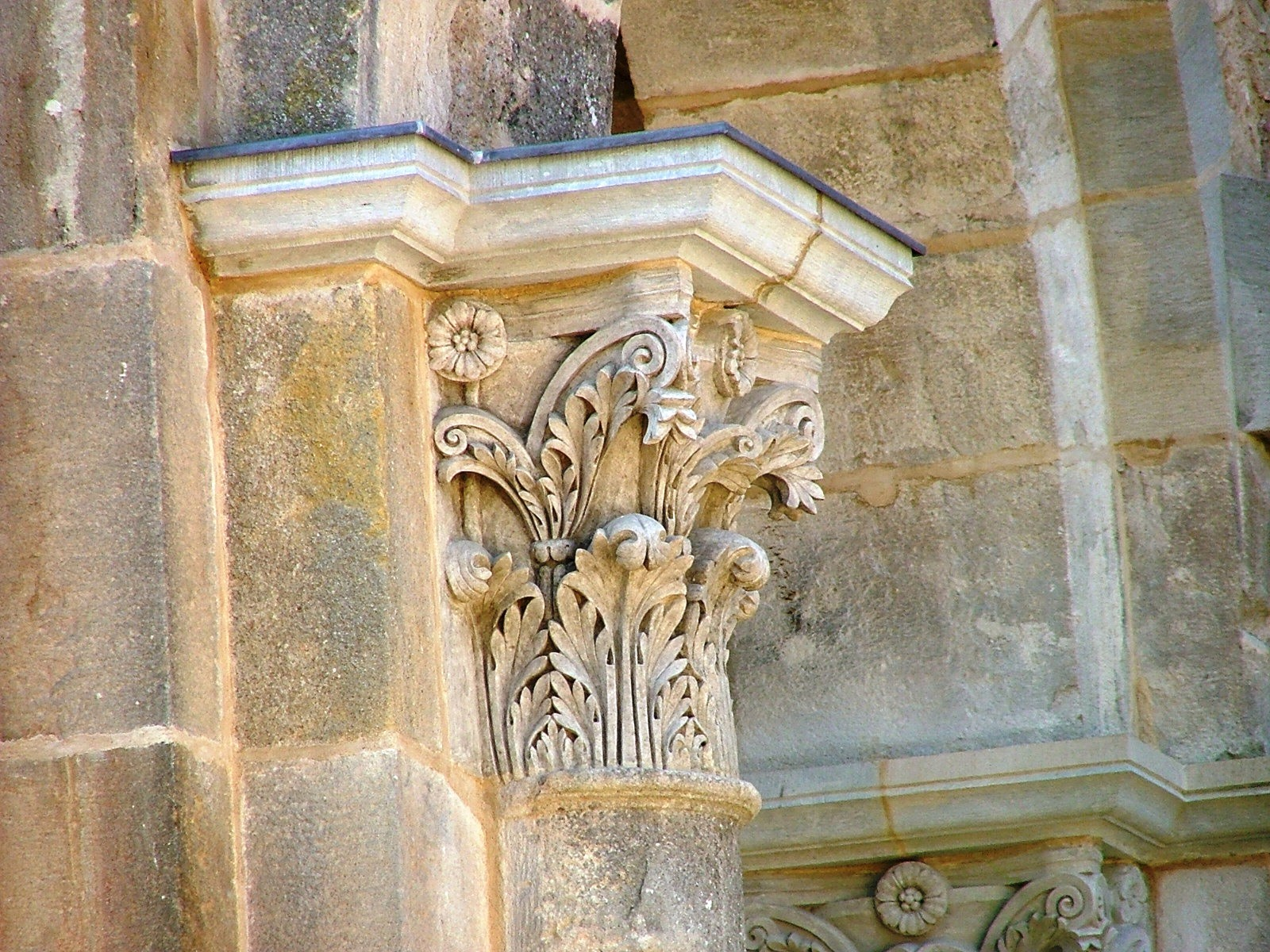
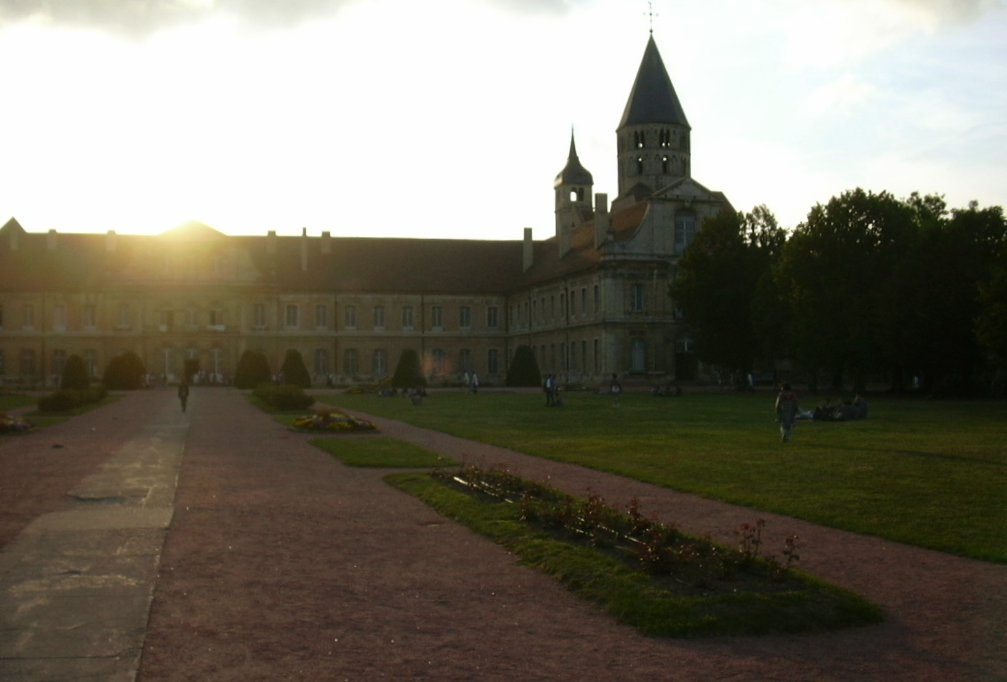
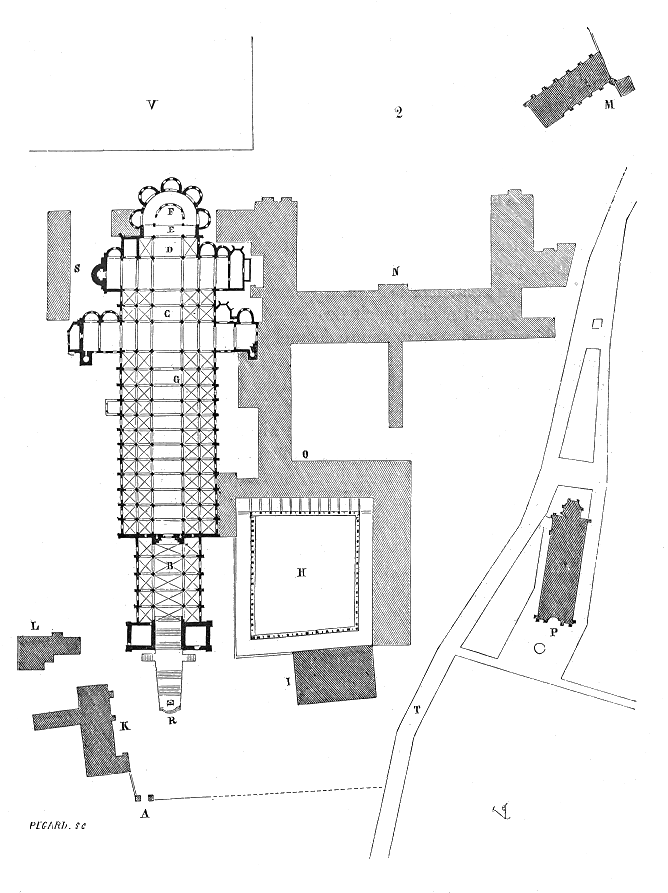
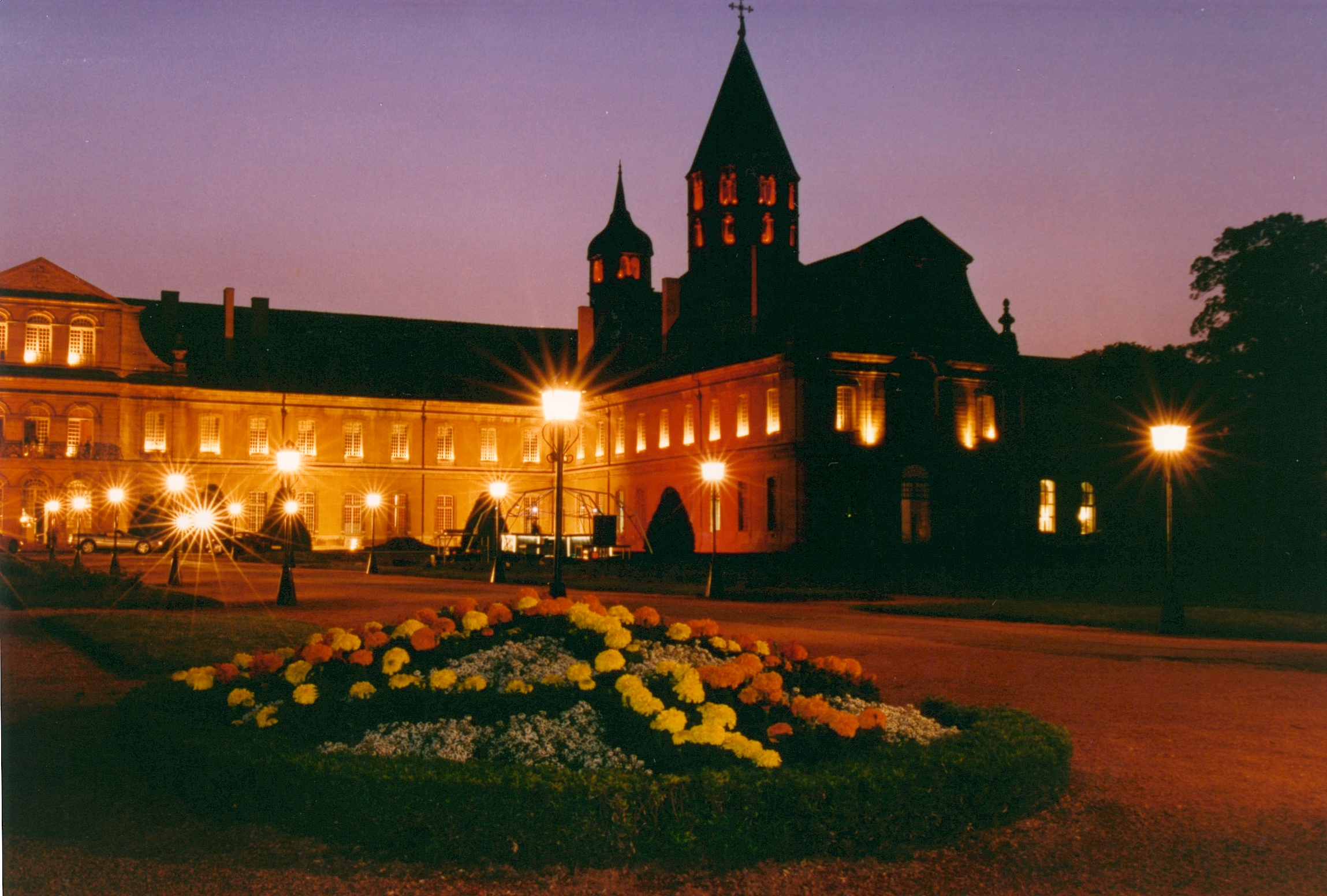

## Galleria d'immagini

### Altro

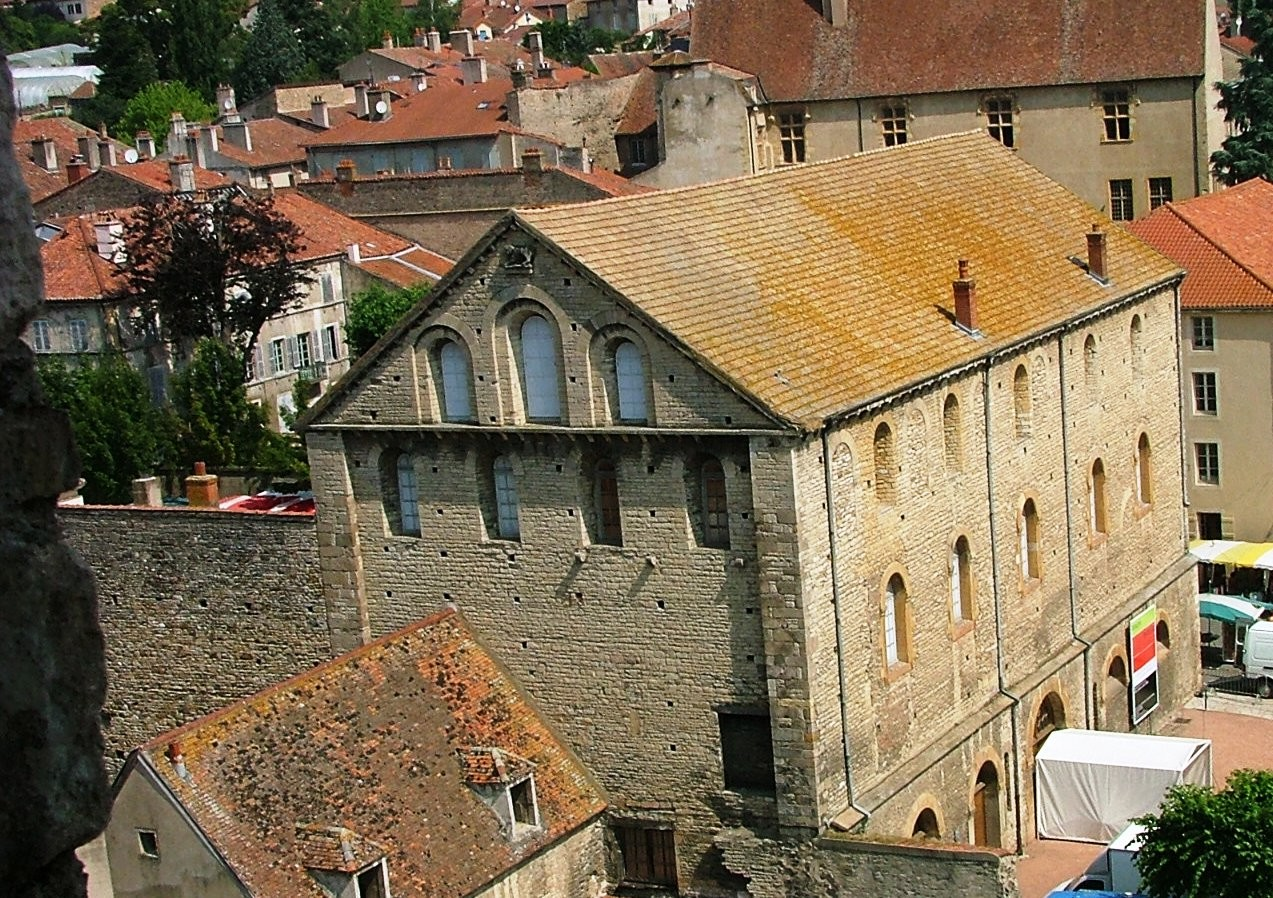
Antiche stalle
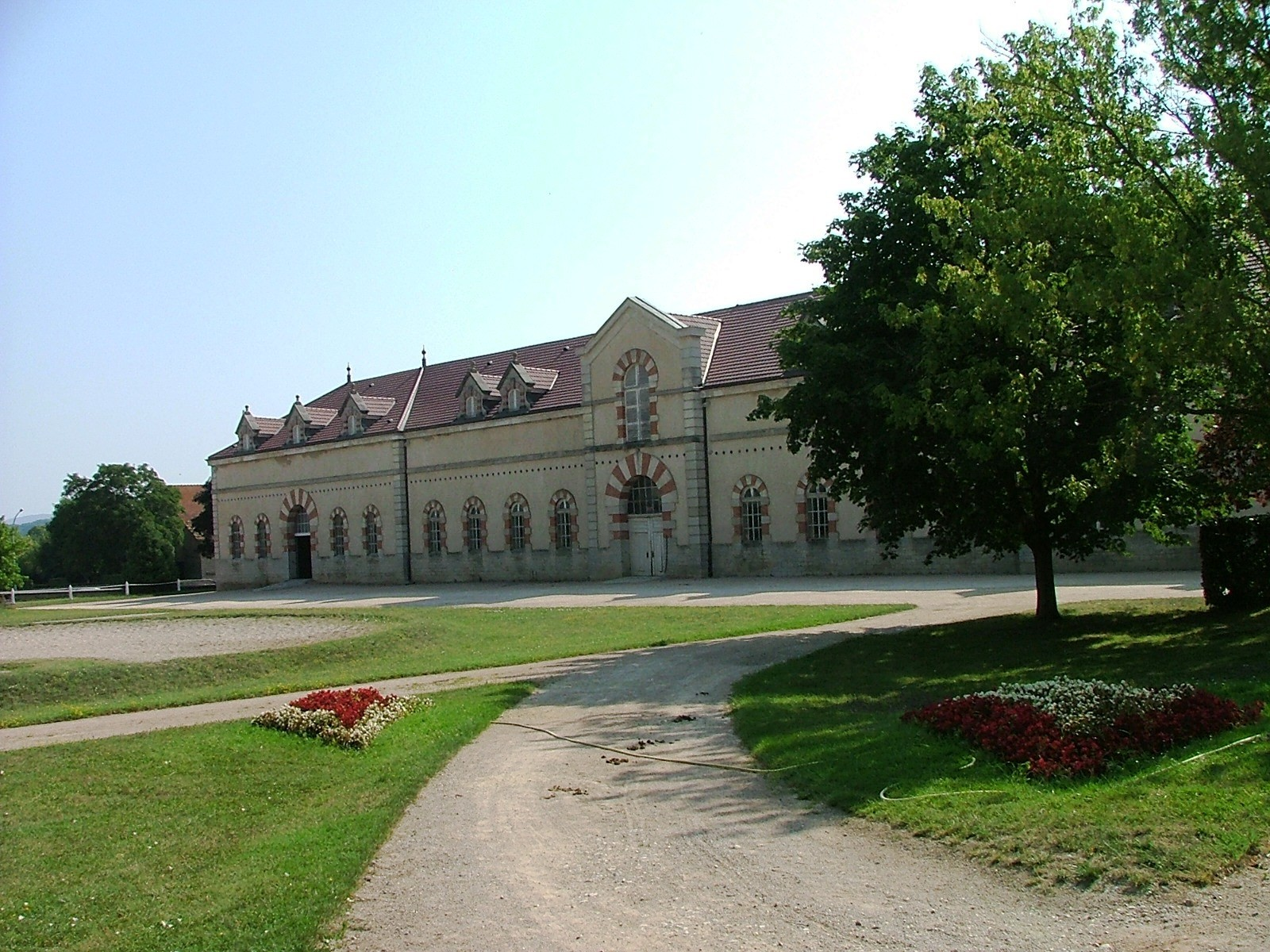
Haras national
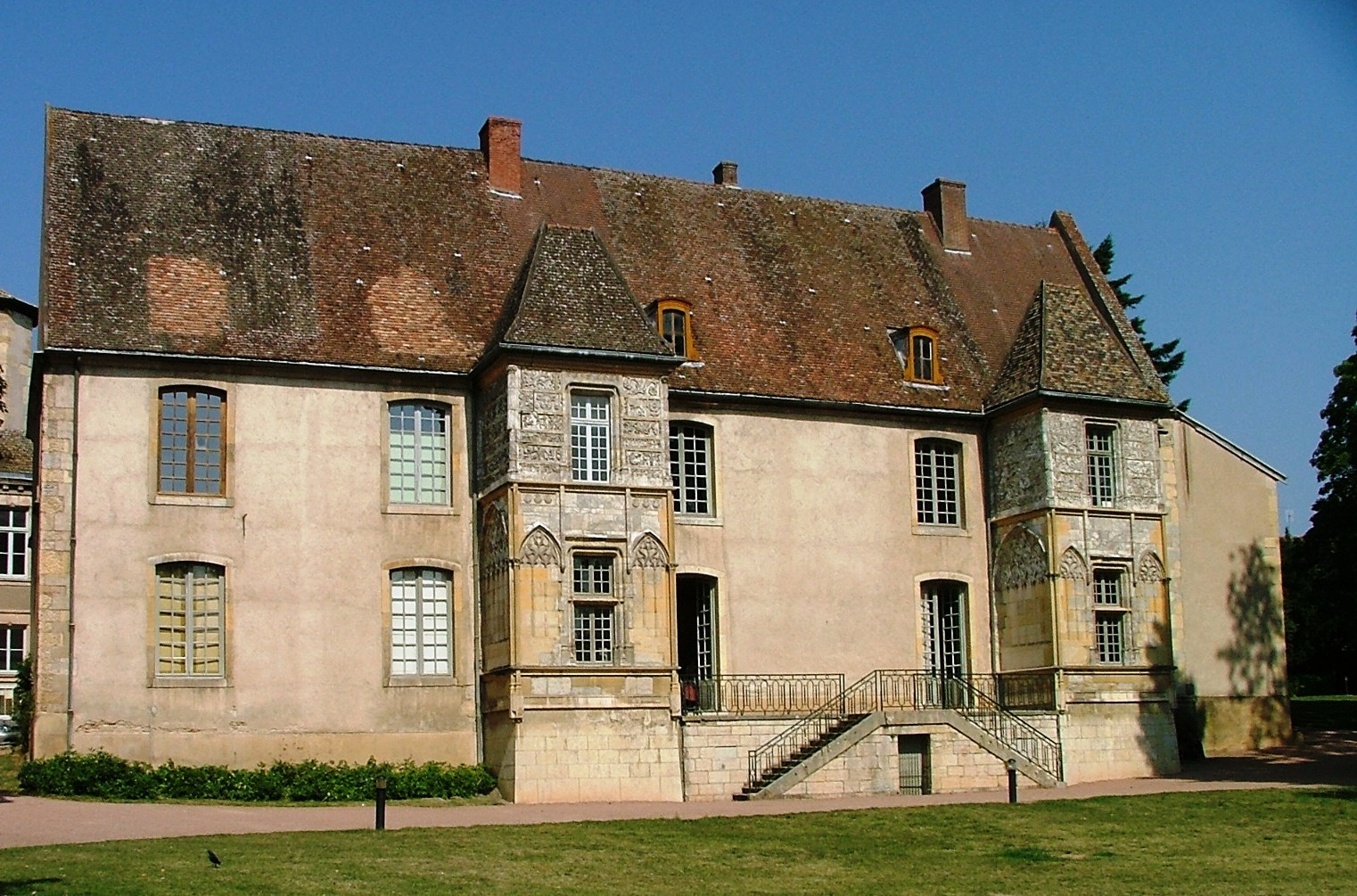
Municipio
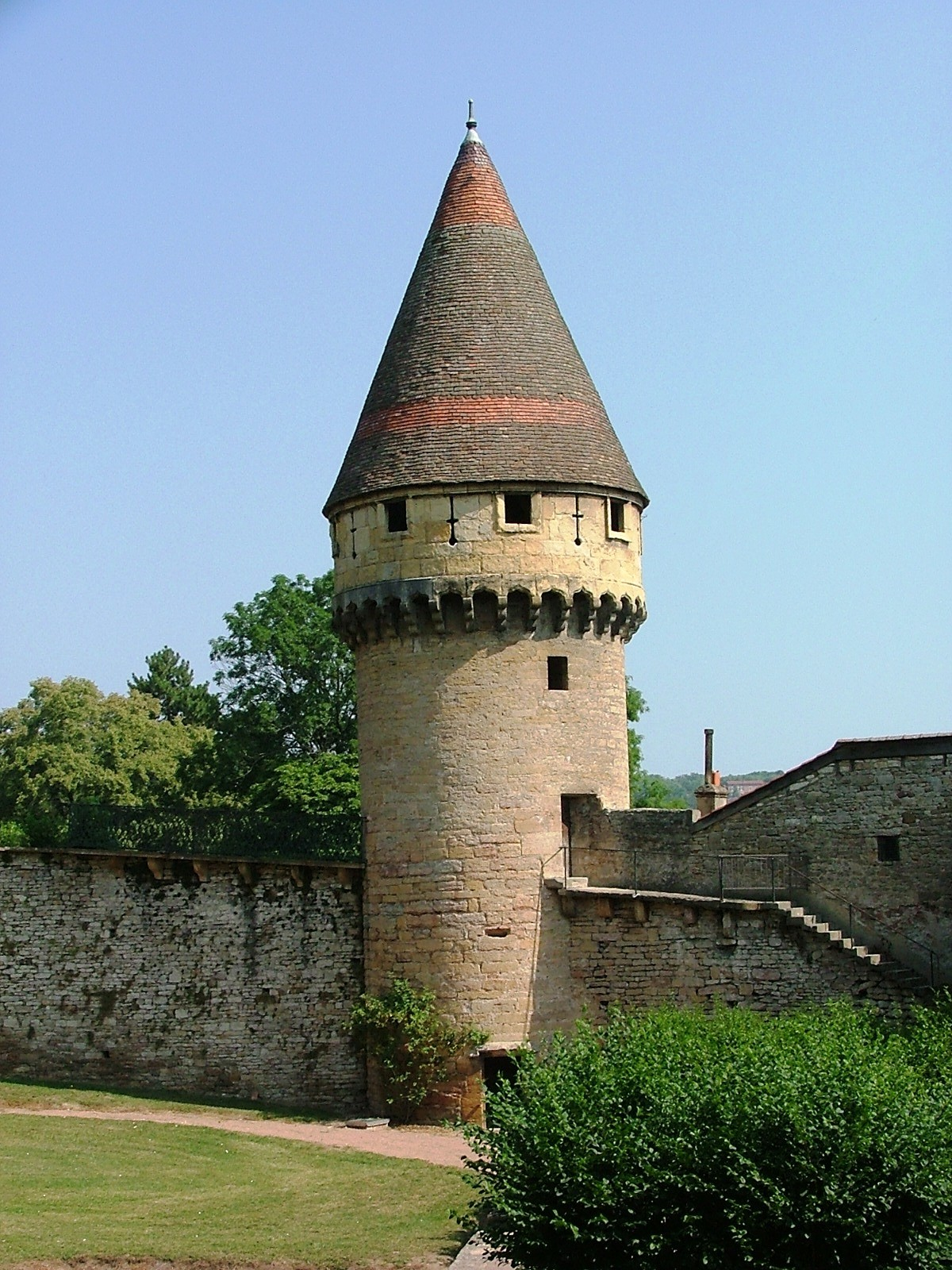
Torre Fabry
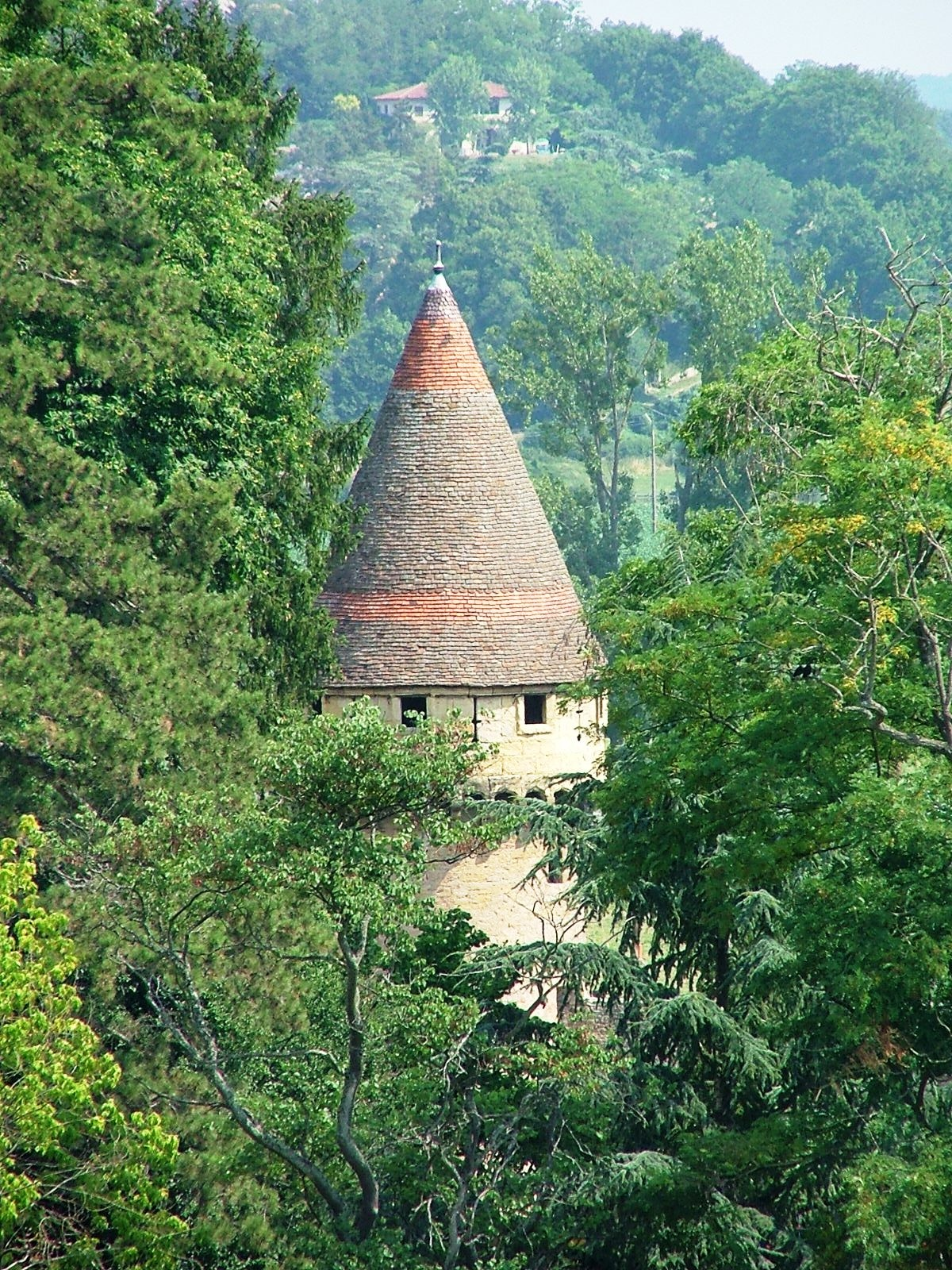
Torre Fabry
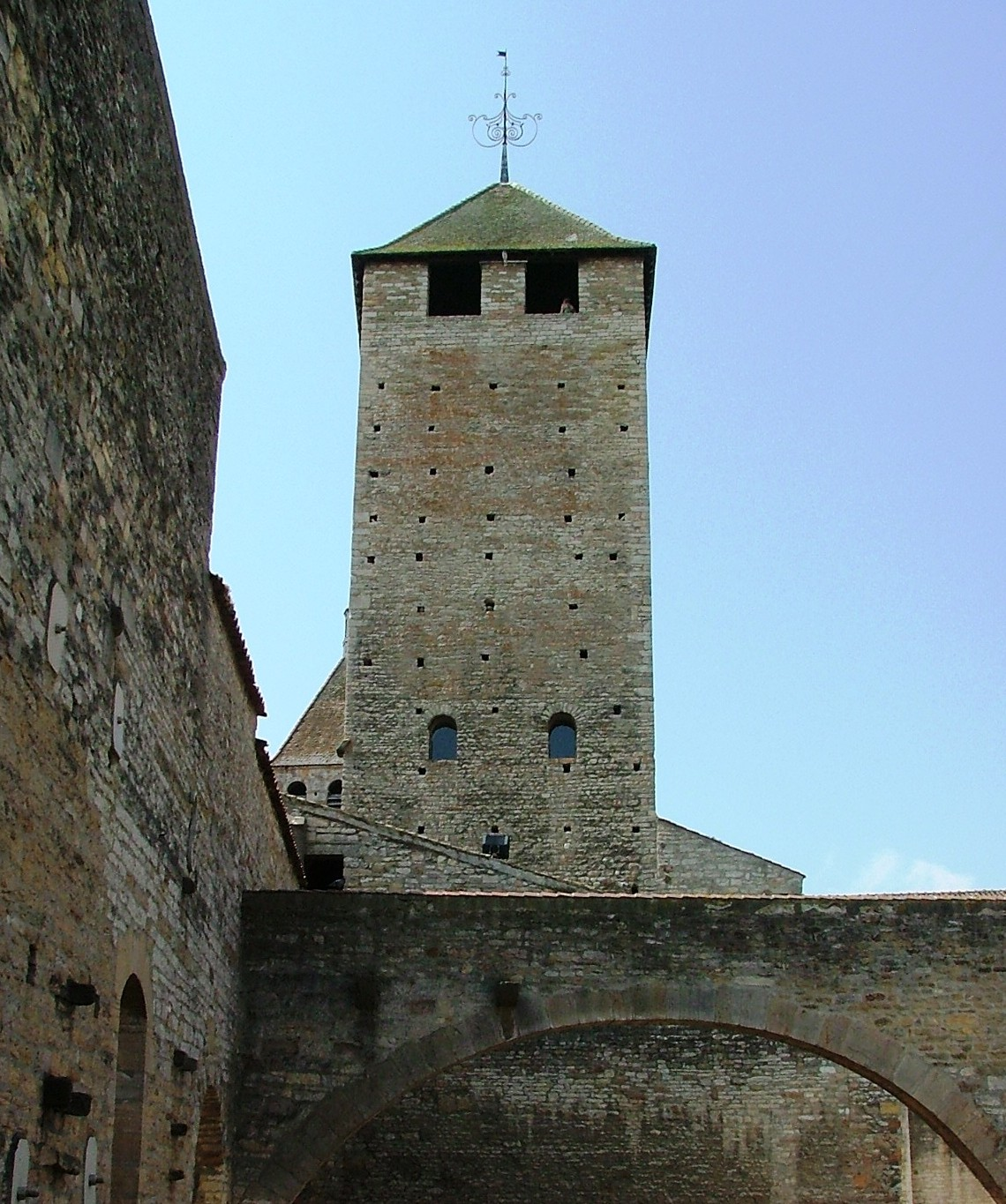
Torre dei Formaggi
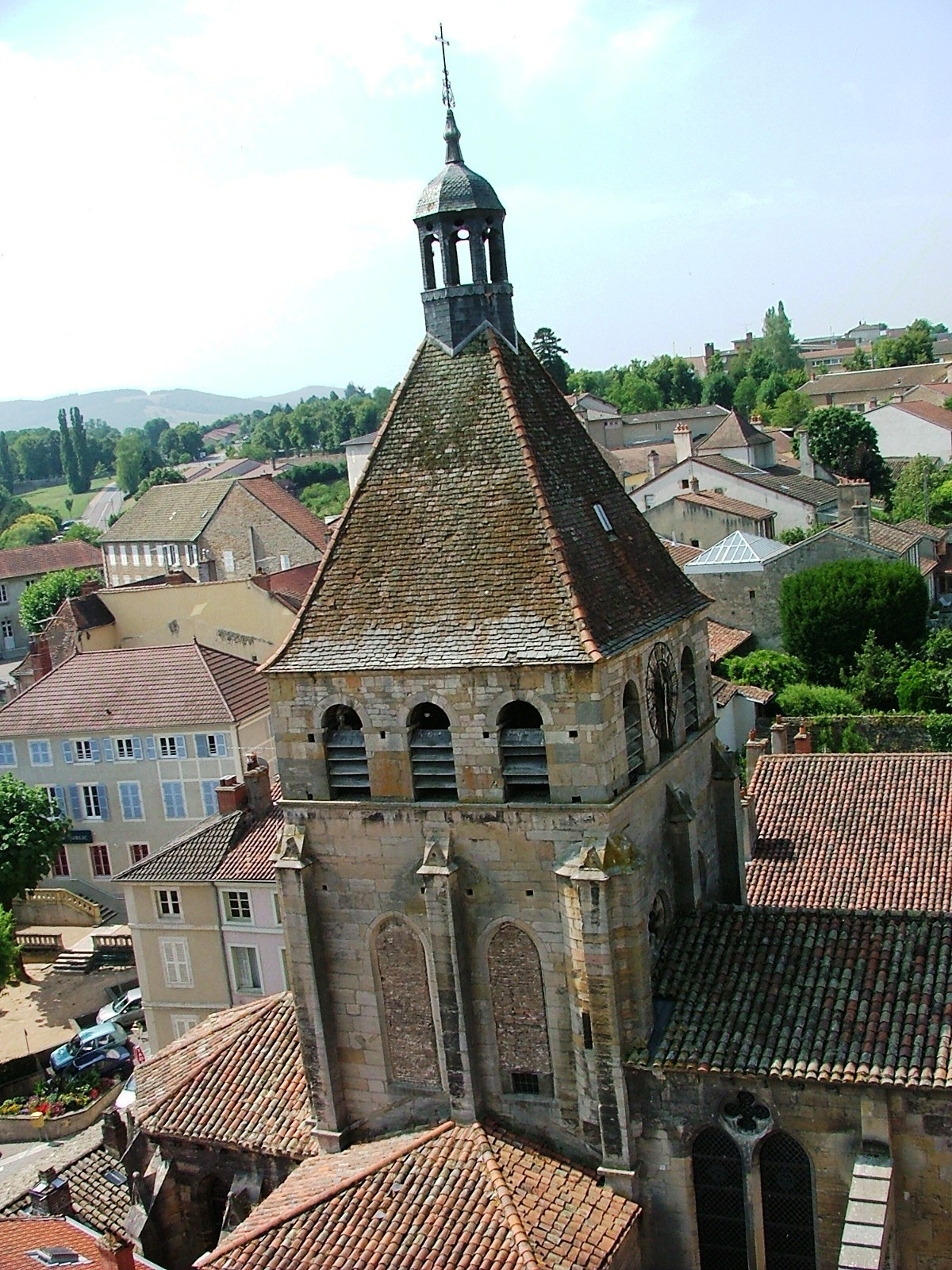
La chiesa